# Eva Dahlbeck
Eva Dahlbeck (ur. 8 marca 1920 w regionie Saltsjö-Duvnäs w gminie Nacka, zm. 8 lutego 2008 w Sztokholmie) – szwedzka aktorka.
W latach 1941–1944 uczęszczała do Dramatens elevskola, przy królewskim teatrze w Sztokholmie. W 1958 zdobyła Złotą Palmę dla najlepszej aktorki za film U progu życia, a w 1961 otrzymała Eugene O’Neill Award. W połowie lat 60. zawiesiła karierę aktorską i została pisarką. Opublikowała w Szwecji kilka powieści i poematów.

## Filmografia
- 1970: Tintomara jako Baroness
- 1968: Markurells i Wadköping jako pani Markurell
- 1967: Czerwona płachta (Den Rode kappe) jako The Queen
- 1967: Ludzie spotykają się i miła muzyka rodzi się w sercach (Människor möts och ljuv musik uppstår i hjärtat) jako Devah Sorensen
- 1966: Stworzenia (Les Créatures) jako Michele Quellec
- 1965: Kocice (Kattorna) jako Marta Alleus
- 1965: Maurowie (Morianerna) jako Anna Vade
- 1964: O tych paniach (För att inte tala om alla dessa kvinnor) jako Adelaide
- 1964: Zakochane pary (Älskande par) jako pani Landborg
- 1962: Bilet do raju (Biljett till paradiset) jako Rita Carol
- 1962: Fałszywy zdrajca (The Counterfeit Traitor) jako Ingrid Erickson
- 1961: A Matter of Morals jako Eva Walderman
- 1960: Tre önskningar jako Adèle Linton
- 1960: Kärlekens decimaler jako Astrid
- 1958: U progu życia (Nära livet) jako Stina Andersson
- 1957: Poszukuje się letniska (Sommarnöje sökes) jako Ingeborg Dahlström
- 1957: Möten i skymningen jako Irma Sköld
- 1956: Tarps Elin jako Elin Tarp
- 1956: Ostatnia para wychodzi (Sista paret ut) jako Susanna Dahlin
- 1955: Resa i natten jako Mrs. Birgitta Lundberg
- 1955: Paradiset jako Ulla Karlsson
- 1955: Uśmiech nocy (Sommarnattens leende) jako Desiree Armfeldt
- 1955: Sny (Kvinnodröm) jako Susanne
- 1954: Lekcja miłości (En Lektion i kärlek) jako Marianne Erneman
- 1953: Sie fanden eine Heimat jako Wanda Piwonska
- 1953: Kvinnohuset jako Isa
- 1953: Skuggan jako Vivianne
- 1953: Barabasz (Barabbas) jako The Mother
- 1953: Göingehövdingen jako Kristina Ulfstand
- 1952: Upór (Trots) jako Teacher
- 1952: U-boot 39 (Ubåt 39) jako Maria Friberg
- 1952: Kobiety czekają (Kvinnors väntan) jako Karin
- 1951: Sköna Helena jako Helena
- 1951: Bärande hav jako Lucie
- 1950: Hjärter knekt jako Gun Lovén
- 1950: Fästmö uthyres jako Margit Berg
- 1950: Kastrullresan jako mamma Larsson
- 1949: Tylko matka (Bara en mor) jako Rya-Rya
- 1949: Kvinna i vitt jako Solveig Rygård
- 1948: Ewa (Eva) jako Susanne
- 1948: Lars Hård jako Inga
- 1948: Var sin väg jako Karin Brofeldt
- 1948: Flickan fran fjällbyn jako Isa
- 1947: Två kvinnor jako Sonja Bergman
- 1947: Nyckeln och ringen jako Eva Berg
- 1947: Folket i Simlångsdalen jako Ingrid Folkesson
- 1946: Brita i grosshandlarhuset jako Brita
- 1946: Möte i natten jako Marit Rylander
- 1946: Kärlek och störtlopp jako Vivi Boström
- 1945: Svarta rosor jako Per Bergström's wife
- 1945: Den Allvarsamma leken jako Dagmar Randel
- 1944: Räkna de lyckliga stunderna blott jako Hedvig
- 1942: Płonąca żagiew (Rid i natt!) jako Botilla
- 1941: Bara en kvinna jako Gość na maskaradzie (niewymieniony w czołówce)